# Marie Poštová
Marie Poštová rozená Kliková (2. července 1855 Křižatky – 30. ledna 1941 Beroun) byla česká politička a významná představitelka sociálně demokratické strany na Berounsku. 

## Život
Aktivně působila v berounské organizaci sociálně demokratické strany. V roce 1897 se podílela na agitaci před volbami do říšské rady. V roce 1901 byla u zrodu Spolku žen a dívek. Na její podnět byla v roce 1918 založena sekce sociálně demokratických žen v berounské organizaci. Po rozkolu v dělnickém hnutí v roce 1921 a vzniku Komunistické strany Československa se ihned zapojila a přispěla ke vzniku komunistického ženského hnutí.
V roce 1932 byla za své výroky poslána soudem na 3 měsíce do vězení. Po pár dnech jí prezident Tomáš Garrigue Masaryk udělil milost. Marie Poštová se ve vězení znovu ocitla v roce 1935, ve svých 80 letech.
Zemřela opuštěná a chudá v berounském chorobinci.

## Pocta
V Berouně je po ní pojmenované náměstí před hotelem Litava.